# Spea hammondii
Spea hammondii е вид жаба от семейство Scaphiopodidae. Възникнал е преди около 0,0117 млн. години по времето на периода кватернер. Видът е почти застрашен от изчезване.

## Разпространение
Разпространен е в Мексико и САЩ.

## Описание
Популацията на вида е намаляваща.